# Vatroslav Mimica
Vatroslav Mimica (Omiš, 25 de junio de 1923 – Zagreb, 15 de febrero de 2020) fue un director de cine y guionistas croata.

## Primeros años
Mimica estudió en la Universidad Medicina de Zagreb antes de combatir en la Segunda Guerra Mundial. En 1942 se afilió a las Juventudes del Partido Comunista de Yugoslavia (SKOJ) y en 1943 se enroló en los Partisanos yugoslavos, convirtiéndose en miembro de la unidad medicalizada.

## Carrera
Al finalizar la guerra, Mimica escribió algunos relatos así como crítica cinematográfica. Su carrera como cineasta comenzó en 1950 cuando comenzó a trabajar para la Jadran Film. Su debut como director y guionista fue en 1952 con la película En la tormenta protagonizada por Veljko Bulajić, Mia Oremović y Antun Nalis. e la década de los 50, Mimica trabajó como director y guionista de numerosos trabajos animados y se convirtió en un miembro destacado de la Escuela animada de Zagreb (su corto animado de Samac fue galardonado en el Festival de Venecia), junto a otros autores como Vlado Kristl o Dušan Vukotić.
En la década de los 60, Mimica cambió la animación por la películas con actores reales, comenzando con la producción ítalo-yugoslava Solimán el conquistador de 1961 protagonizada por Edmund Purdom y Giorgia Moll. Su película de 1965 Prometheus of the Island (Prometej s otoka Viševice) ganó el Big Golden Arena a la mejor película en 1965 en el Festival de Cine de Pula y le valió a él ser finalista en el Premio al mejor director de esta misma edición. También fue exhibido en el Festival de Moscú ganando un diploma especial. Su siguiente film, Lunes o martes (Ponedjeljak ili utorak) volvió a conseguir el Big Golden Arena a la mejor película y, esta vez sí, el de mejor director en el Festival de Pula.
Mimica hizo otros trabajos durante la década de los 70, sus películas más notables fueron Anno Domini 1573 (Peasant revolt of 1573) - Seljačka buna 1573., una aproximación a la Revuelta campesina croata-eslovena del siglo XVII y El halcón (Banović Strahinja), situada en la Serbia del siglo XIV. Esta sería su última obra antes de retirarse en 1981. Moriría el 15 de febrero de 2020 a la edad de 96 años.
Su hijo Sergio Mimica-Gezzan también es director de cine y televisión.

## Filmografía
- En la tormenta (U oluji, 1952)
- The Jubilee of Mr Ikel (Jubilej gospodina Ikla, 1955)
- Solimán el conquistador (Solimano il conquistatore, 1961)
- Prometheus of the Island (Prometej s otoka Viševice, 1964)
- Lunes o martes (Ponedjeljak ili utorak, 1966)
- Kaya (Kaja, ubit ću te!, 1967)
- An Event (Događaj, 1969)
- The Fed One (Hranjenik, 1970)
- The Macedonian Part of Hell (Makedonskiot del od pekolot, 1971)[6]
- Anno Domini 1573 (Seljačka buna 1573, 1975)
- The Last Mission of Demolitions Man Cloud (Posljednji podvig diverzanta Oblaka, 1978)
- El halcón (Banović Strahinja, 1981)